# ژاک شاردون
ژاک شاردون (به فرانسوی: Jacques Boutelleau - Jacques Chardonne) نویسنده قرن نوزدهم میلادی اهل فرانسه است.